# Akuliaruseq (montagna)
L'Akuliaruseq è una montagna della Groenlandia di 1352 m. Si trova a 60°29′N 44°46′W; appartiene al comune di Kujalleq.